# Vural Öger

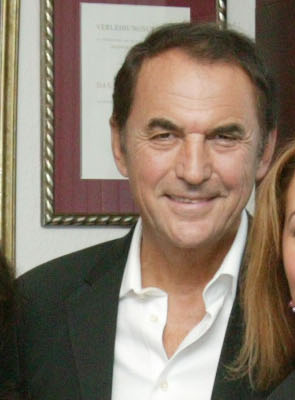
Vural Öger (2006)

Vural Öger (* 1. Februar 1942 in Ankara) ist ein türkisch-deutscher Unternehmer und Politiker (SPD). Er war von 1982 bis zum 12. Juli 2010 Geschäftsführer der Öger Tours GmbH sowie von 2004 bis 2009 Mitglied des Europäischen Parlaments. Später war er Inhaber der Vural-Öger-Firmengruppe und Geschäftsführer des Reiseveranstalters V.Ö. Travel.

## Leben und Beruf

### Kindheit und Ausbildung
Ögers Vater war türkischer General, seine Mutter entstammt großbürgerlichen Verhältnissen. Nach dem Schulbesuch in Ankara ging Öger 1960 nach Deutschland und begann 1961 ein Studium an der Fakultät für Bergbau der Technischen Universität Berlin, das er 1968 als Diplom-Ingenieur beendete.

### Unternehmerische Tätigkeit
Öger arbeitete neben dem Studium im studentischen Reisedienst der TU Berlin und gründete im Jahr 1969 in Hamburg das Reisebüro Istanbul, das als erstes Direktflüge von Hamburg in die Türkei anbot. Daraus ging im Jahr 1972 die ÖGER TÜRK TUR Handels- und Reise-Gesellschaft mit beschränkter Haftung hervor. Im Jahr 1982 gründete er das Unternehmen Öger Tours GmbH in Hamburg, in den 1990er Jahren folgten die Gründungen der Incoming-Agentur Holiday Plan und die Übernahme der Hotelkette Majesty Resorts & Hotels. 1996 kam das Unternehmen in die Schlagzeilen, als bei einem Flugzeugabsturz vor der Dominikanischen Republik 189 Menschen ums Leben kamen – darunter auch Reisegäste von Öger Tours. Nach seinem Verkauf von Öger Tours im Jahr 2010 an Thomas Cook gründete er 2014 mit der V.Ö. Travel – Vural Öger Touristik GmbH einen neuen Veranstalter. Ende 2015 musste die V.Ö. Travel – Vural Öger Touristik GmbH Insolvenz anmelden. Zur insolventen Gesellschaft gehörten eine Veranstaltungsagentur, eine Hotelkette in der Türkei sowie ein Flugveranstalter. Zur Zahlungsunfähigkeit seines Unternehmens äußerte sich Öger gegenüber dem Hamburger Abendblatt wie folgt: „Eine Insolvenz gilt in Deutschland immer als Makel. Aber Erfolg und Misserfolg, Chance und Risiko gehören in der Wirtschaft zusammen. Ich hoffe als Unternehmer nicht auf diesen Versuch, auf dieses letzte Scheitern reduziert zu werden.“
Am 4. Januar 2016 meldete auch die ÖGER TÜRK TUR Handels- und Reise-Gesellschaft mit beschränkter Haftung, einer der größten Anbieter von Türkeiflügen in Deutschland, Insolvenz an und stellte den Geschäftsbetrieb mit sofortiger Wirkung ein. Am 16. Februar 2016 wurde der Sitz der ÖGER TÜRK TUR nach Düsseldorf verlegt und die Firma in Fly Türk GmbH geändert. Das Insolvenzverfahren wurde am 1. April 2016 eröffnet.
Auf Antrag von SunExpress – ein Joint Venture von Lufthansa und Turkish Airlines – erließ das Landgericht Frankfurt am Main am 6. Mai 2016 zur Sicherung eines Anspruchs aus einer selbstschuldnerischen Bürgschaft in Höhe von insgesamt rund 17 Millionen Euro einen Arrestbefehl gegen Öger. Die Antragsteller hätten glaubhaft gemacht, dass Öger zahlreiche Immobilien und Unternehmensanteile unter Wert veräußert habe.
Am 6. Dezember 2016 wurde bekannt, dass Vural Öger Privatinsolvenz beim Amtsgericht München angemeldet hat.

### Abgeordneter
Für die SPD war Öger in den Jahren 2004 bis 2009 Mitglied des Europäischen Parlaments. Dort gehörte er dem Ausschuss für auswärtige Angelegenheiten, Menschenrechte, Gemeinsame Sicherheit und Verteidigungspolitik und dem Ausschuss für internationalen Handel an. Außerdem war er Mitglied der Delegation im Gemischten Parlamentarischen Ausschuss EU – Türkei.

### Fernsehauftritte
Öger war ab dem Jahr 2014 in den ersten beiden Staffeln einer der Investoren beim VOX-Format Die Höhle der Löwen, bei der Jungunternehmer die Möglichkeit bekamen, Kapital für ihre Geschäftsidee zu erhalten. Diese Investments wurden über die Öger Investment- und Beteiligungsgesellschaft mbH mit Sitz in Hamburg getätigt.

### Privatleben
Öger war in erster Ehe mit Hannelore Rosler-Weigel verheiratet und hat von zwei Frauen insgesamt drei Kinder. Im Jahr 1994 nahm Öger die deutsche Staatsbürgerschaft an.
Öger gehörte im Jahr 1998 zu den Mitbegründern der Deutsch-Türkischen Stiftung (DTS) und ist seitdem Mitglied des Kuratoriums der DTS. 2001 war er Mitglied der von Rita Süssmuth geleiteten Zuwanderungskommission der Bundesregierung.

## Ehrungen
Im Jahr 2001 erhielt Vural Öger das Bundesverdienstkreuz am Bande, das ihm der damalige Bundespräsident Johannes Rau für sein interkulturelles Engagement und für seine Unterstützung zur Integration der ausländischen Einwohner in Deutschland verlieh. Im selben Jahr wurde ihm auch die Verdienstmedaille des türkischen Staates zur Auszeichnung für besondere Dienste verliehen.

## Kritik
Im Jahr 2004 wurde Öger kritisiert wegen der Äußerung: „Im Jahr 2100 wird es in Deutschland 35 Millionen Türken geben. Die Einwohnerzahl der Deutschen wird dann bei ungefähr 20 Millionen liegen. Das, was Kanuni Sultan Süleyman 1529 mit der Belagerung Wiens begonnen hat, werden wir über die Einwohner, mit unseren kräftigen Männern und gesunden Frauen verwirklichen.“ Später erklärte er dazu, es habe sich bei der auch von der türkischen Zeitung Hürriyet veröffentlichten Aussage lediglich um einen Witz gehandelt. Zuvor war schon seine Äußerung, deutsche Frauen bekämen zu wenig Kinder, in der Öffentlichkeit kritisiert worden.

## Buchveröffentlichungen
- Mein Deutschland, meine Türkei. Leben zwischen Bosporus und Elbe. Rowohlt, Reinbek 2002, ISBN 3-498-05031-1.
- Benim Almanyam Benim Türkiyem (übersetzt von Suzan Cenani Alioğlu). Altın Kitaplar Yayınevi, Cağaloğlu, İstanbul 2003, ISBN 975-21-0411-8.